# 秦嘉 (詩人)
秦嘉（?—?），字士会，陇西（今甘肅省東部）人，东汉詩人。妻徐淑。

## 簡介
汉桓帝时为郡吏，後為郡上计簿使，赴洛阳，秦嘉妻徐淑因病回娘家，未能当面告别，作诗为赠；在洛阳时，擔任黄门郎，夫妇相互赠答，寄托情意。后病死於津乡亭；徐淑被逼改嫁，徐淑“毁形不嫁，哀恸伤生”。
秦嘉有《赠妇诗》三首，歷代吟詠不已，辑于严可均《全上古三代秦汉三国六朝文》。清人顾绍敏有《秋日感怀》诗：“ 楚国有人怜息嬀，蜀笺无信报秦嘉。” 